# Fenpiverinium
Fenpiverinium là một hợp chất kháng cholinergic và chống co thắt; Nó được bán trên thị trường dưới dạng thuốc kết hợp với pitofenone hydrochloride và nimesulide hoặc metamizole ở Đông Âu và Ấn Độ để điều trị co thắt cơ trơn và đau.
Sự kết hợp với metamizole đã bị xóa khỏi thị trường ở Litva vì lý do an toàn vào năm 2000  và một cảnh báo đóng hộp chống lại việc sử dụng của trẻ em và thanh thiếu niên đã được thêm vào ở Serbia vào năm 2005. Năm 2016 Ấn Độ đã cấm tiếp thị kết hợp với nimesulide cùng với 344 loại thuốc kết hợp khác; đơn đặt hàng đã bị đảo ngược vào tháng 12 và được Chính phủ kháng cáo vào tháng 1 năm 2017.